# Austrian Football League 2020
Die Austrian Football League 2020 ist die 36. Spielzeit der höchsten österreichischen Spielklasse der Männer in der Sportart American Football. Sie sollte ursprünglich am 14. März 2020 beginnen und am 25. Juli 2020 mit der Austrian Bowl XXXVI enden. Allerdings wurde die Saison aufgrund der COVID-19-Pandemie auf den Herbst 2020 verschoben. Sechs Mannschaften verzichteten auf den Spielbetrieb, so dass die österreichische Meisterschaft lediglich zwischen den Vienna Vikings und den Graz Giants ausgetragen wurde. Die Vikings gingen dabei als Meister hervor. Eine Austrian Bowl fand nicht statt.

## Modus
Der ursprünglich geplante Modus wäre identisch zu den Vorjahren gewesen. Nachdem nur zwei Mannschaften die Saison bestreiten, wird diese als Best-of-Five-Serie ausgetragen. Es werden bis zu fünf Spiele ausgetragen, wer zuerst drei Spiele gewonnen hat, ist Meister.

## Teams
Die Amstetten Thunder standen als Letztplatzierter der letzten Saison als sportlicher Absteiger fest und wurden durch die Cineplexx Blue Devils aus Hohenems, die Gewinner der Division I, ersetzt.
Sechs Mannschaften verzichteten aufgrund der COVID-19-Pandemie auf den Spielbetrieb:
- Swarco Raiders Tirol (Innsbruck) – Titelverteidiger
- Danube Dragons (Wien)
- Mödling Rangers (Mödling)
- Prague Black Panthers (Prag)
- Steelsharks Traun (Traun)
- Cineplexx Blue Devils (Hohenems)

Damit verblieben zwei Mannschaften, die die Saison bestritten:
- Vienna Vikings (Wien)
- Graz Giants (Graz)

## Spiele
|                                |                                  |  | Spiel 1     |                           |                |  |                                            |
|                                | Graz 5. September 2020 16.00 Uhr |  | Graz Giants | \| \| 19 : 31 \| \| \| \| | Vienna Vikings |  | ASKÖ-Stadion Graz-Eggenberg Zuschauer: 700 |
| (6:10, 0:7, 13:7) Spielbericht | Graz 5. September 2020 16.00 Uhr |  | Graz Giants |                           | Vienna Vikings |  | ASKÖ-Stadion Graz-Eggenberg Zuschauer: 700 |
|                                | 19 : 31                          |  |             |                           |                |  |                                            |
|                                |                                  |  |             |                           |                |  |                                            |

|                                      |                                   |  | Spiel 2        |                           |             |  |                                              |
|                                      | Wien 12. September 2020 16.00 Uhr |  | Vienna Vikings | \| \| 45 : 13 \| \| \| \| | Graz Giants |  | Footballzentrum Ravelinstraße Zuschauer: 440 |
| (21:0, 14:6, 10:0, 0:7) Spielbericht | Wien 12. September 2020 16.00 Uhr |  | Vienna Vikings |                           | Graz Giants |  | Footballzentrum Ravelinstraße Zuschauer: 440 |
|                                      | 45 : 13                           |  |                |                           |             |  |                                              |
|                                      |                                   |  |                |                           |             |  |                                              |

|                                      |                                   |  | Spiel 3        |                           |             |  |                                              |
|                                      | Wien 26. September 2020 16.00 Uhr |  | Vienna Vikings | \| \| 46 : 29 \| \| \| \| | Graz Giants |  | Footballzentrum Ravelinstraße Zuschauer: 400 |
| (14:6, 13:7, 6:9, 13:7) Spielbericht | Wien 26. September 2020 16.00 Uhr |  | Vienna Vikings |                           | Graz Giants |  | Footballzentrum Ravelinstraße Zuschauer: 400 |
|                                      | 46 : 29                           |  |                |                           |             |  |                                              |
|                                      |                                   |  |                |                           |             |  |                                              |

Durch den dritten Sieg im dritten Spiel entschieden die Vikings die Best-of-five-Serie frühzeitig für sich.